# Ptilium modestum
Ptilium modestum är en skalbaggsart som beskrevs av Wankowicz 1869. Ptilium modestum ingår i släktet Ptilium, och familjen fjädervingar. Arten är reproducerande i Sverige.